# Proxatrypanius rockefelleri
Proxatrypanius rockefelleri är en skalbaggsart som beskrevs av Gilmour 1959. Proxatrypanius rockefelleri ingår i släktet Proxatrypanius och familjen långhorningar. Inga underarter finns listade i Catalogue of Life.